# Скрытность подводной лодки
Скрытность подводной лодки — способность подводной лодки выполнять боевые задачи и при этом не быть обнаруженной противником.
Скрытность является одним из важнейших свойств подводных лодок, принципиально отличающим их от других сил флота и позволяющим незаметно для противника проникать в контролируемые ими районы, длительно там находиться и наносить внезапные мощные удары из-под воды по назначенным объектам и целям. Она обеспечивается большими глубинами погружения, незначительными уровнями физических полей подводной лодки, проведением различных организационных и технических мероприятий, применением необходимых тактических приемов.

## Факторы скрытности
Скрытность плавания подводной лодки определяется демаскирующими признаками. Наличие у подводных лодок физических полей является их главным демаскирующим признаком. К физическим полям подводной лодки относятся гидроакустическое, магнитное, гидродинамическое, электрическое, низкочастотное электромагнитное, поле кильватерного следа, тепловое, вторичное радиолокационное, оптико-локационное. Существенное влияние на скрытность подводной лодки оказывает акустическое поле, которое определяется главным образом шумностью корабля.
На скрытность подводной лодки оказывает влияние использование активных радиоэлектронных средств (гидроакустики, радиолокации, навигации, связи).
Скрытность подводной лодки зависит от районов плавания, режимов движения и глубины погружения.
К числу главных факторов, влияющих на скрытность, следует отнести подготовленность экипажа к использованию оружия и технических средств и способность командования управлять подводной лодкой.

## Меры по повышению скрытности
Повышение скрытности является одним из приоритетных направлений совершенствования подводных лодок. Для повышения скрытности ведущие кораблестроительные государства проводят научно-исследовательские и опытные работы для устранения или ослабления демаскирующих признаков.

### При проектировании подводной лодки
Мероприятия по повышению скрытности подводной лодки начинаются на этапе её проектирования с определения параметров физических полей. Повышение скрытности является наиболее приоритетным направлением совершенствования подводной лодки при проектировании. Рассматривается не только акустическая скрытность, но и неакустическая, в частности магнитная и скрытность от средств, фиксирующих возмущения морской среды, вызванные присутствием подводной лодки. В соответствии с требованиями к скрытности проектировщики разрабатывают конструкцию корпуса и винтов подводной лодки, размещают основные и вспомогательные механизмы, вооружение и технические средства. Проектируется размещение средств защиты от обнаружения.

### При строительстве подводной лодки
В период постройки подводной лодки с момента закладки корабля до его сдачи военно-морскому флоту все работы косвенно или напрямую влияют на его скрытность в процессе боевого использования. Внедрение новых технологий, установка оборудования и механизмов, соответствующих требованиям по защите, использование современных материалов, проведение необходимых измерений по вибро-шумовым характеристикам и другие работы направлены на повышение скрытности. После спуска подводной лодки на воду проводится большой цикл испытаний на соответствие параметров физических полей требованиям по скрытности.

### При эксплуатации подводной лодки
Содержание и эксплуатация корабля, его оружия и технических средств в соответствии с требованиями эксплуатационной документации, периодический контроль параметров физических полей определяют скрытность подводной лодки при решении боевых задач.

### При боевом использовании подводной лодки
Скрытность достигается комплексом маскировочных мероприятий, которые включают в себя выбор маршрутов переходов, скорости и глубины погружения, ограничение на использование активных радиоэлектронных средств. На скрытность действий подводной лодки влияет знание гидрологических условий моря и правильное их использование, а также ряд других факторов.